# Escola de Tecnologias Navais
A Escola de Tecnologias Navais (ETNA) é uma escola militar de Portugal.

## Missão
A ETNA tem como missão ministrar cursos técnico-militares às praças da Marinha Portuguesa bem como cursos de promoção para Sargentos.
Forma também os agentes da Policia Marítima e dá formação complementar em cursos de aperfeiçoamento aos efectivos da Marinha em áreas tão distintas como sistemas de armas submarinas a cursos de combate a incêndios.
Os praças que ingressam na Marinha efectuam a recruta na Escola de Fuzileiros onde é ministrada a formação básica de praças.
De seguida são destacados para a Escola de Tecnologias Navais (ou continuam na Escola de Fuzileiros no caso de seguirem a especialidade de Fuzileiro) onde serão formados nas diversas especialidades da Marinha; Electromecânicos, Administrativos, Taifa (Dispenseiros, Cozinheiros, Padeiros), Operações, Técnicos de Armamento, Comunicações, Manobras e Serviços.
Mais tarde poderão frequentar os cursos de promoção a Sargento nas respectivas especialidades ou os cursos de promoção a Sargento nas especialidades de Electrotécnicos, Maquinistas Navais ou Enfermeiros.

## História
A Escola de Tecnologias Navais foi criada em 2004, aglutinado num único estabelecimento os então existentes Grupo n.º 2 de Escolas da Armada no Alfeite e Grupo n.º 1 de Escolas de Armada em Vila Franca de Xira. Até 2009, a ETNA funcionou dividida por dois polos correpondentes às instalações dos dois antigos grupos de escolas da Armada. A partir de então, ficou concentrada apenas nas instalações do Alfeite.

## Departamentos
- DAE - Departamento de Armas e Electrónica
- DOP - Departamento de Operações
- DCSI - Departamento de Comunicações e Sistemas de Informação
- DFG - Departamento de Formação Geral
- DPE - Departamento de Propulsão e Energia
- DAL - Departamento de Administração e Logística